# Fulin (socken i Kina, Heilongjiang)
Fulin (kinesiska: 富林, 富林乡) är en socken i Kina. Den ligger i provinsen Heilongjiang, i den nordöstra delen av landet, omkring 150 kilometer öster om provinshuvudstaden Harbin. Antalet invånare är 15 898. Befolkningen består av 7 668 kvinnor och 8 230 män. Barn under 15 år utgör 17,0 %, vuxna 15-64 år 77 %, och äldre över 65 år 5,0 %.
Genomsnittlig årsnederbörd är 862 millimeter. Den regnigaste månaden är juli, med i genomsnitt 174 mm nederbörd, och den torraste är januari, med 7 mm nederbörd.